# (455) Bruchsalia
(455) Bruchsalia ist ein Asteroid des Hauptgürtels, der am 25. Mai 1900 von den deutschen Astronomen Max Wolf und Arnold Schwassmann in Heidelberg entdeckt wurde.
Der Name des Asteroiden ist von der deutschen Stadt Bruchsal abgeleitet.